# Navadna zimska trepetavka
Navadna zimska trepetavka (znanstveno ime Episyrphus balteatus) je vrsta muh trepetavk, ki je razširjena tudi v Sloveniji.

## Opis
Ta vrsta trepetavk doseže v dolžino med 9 in 12 mm. Zgornja stran zadka ima oranžne in črne proge, na tretjem in četrtem segmentu pa se pojavlja še en tanjši črn pas. Na oprsju ima navadna zimska trepetavka vzdolžne sive črte. Na prvi pogled je podobna osi, kar jo ščiti pred plenilci, predvsem pticami.
Odrasle živali se hranijo s cvetnim prahom in medičino, ličinke pa so plenilci listnih uši. Tudi za to vrsto trepetavk je značilno, da se samci in samice na prvi pogled ločijo med seboj po tem, da se samcem oči na vrhu glave stikajo, pri samicah pa so ločene.
Vrsta je razširjena po celi palearktiki, po Evropi, severni Aziji in severni Afriki.